# 1786
1786 (MDCCLXXXVI) var ett normalår som började en söndag i den gregorianska kalendern och ett normalår som började en torsdag i den julianska kalendern.

## Händelser

### Mars
- 20 mars – Vitterhetsakademien återupplivas under namnet Kungliga Vitterhets Historie och Antikvitets Akademien.

### April

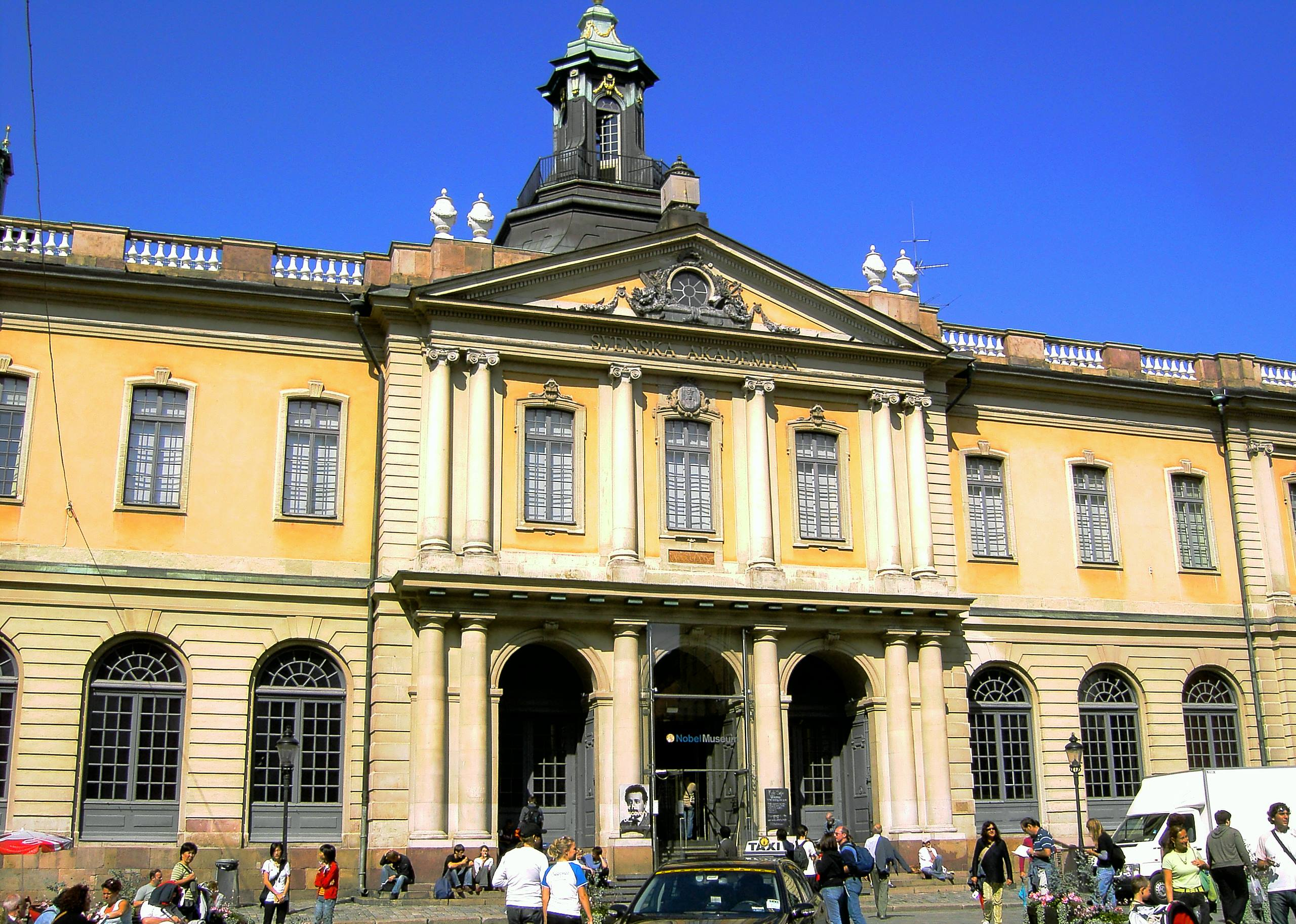
Svenska Akademien

- 5 april – Gustav III instiftar den Svenska Akademien efter fransk förebild och med filosofen Nils von Rosenstein som dess förste ständige sekreterare.

### Maj
- 1 maj – Den svenska riksdagen sammanträder, varvid den adliga oppositionen öppet börjar träda fram. Även bönderna visar sitt missnöje med kungamakten. För att blidka bönderna ger kungen dem åter rätt att bränna eget brännvin, men det är fortfarande skattepliktigt.

### Juni
- 23 juni – Riksdagen sänds hem.

### Augusti
- 8 augusti – Mont Blanc bestigs för första gången.
- 21 augusti – 1786 års svenska kyrkolag antas och innebär att alla svenskar måste tillhöra statskyrkan, gå i kyrkan regelbundet och närvara vid husförhör.[1]

### Oktober

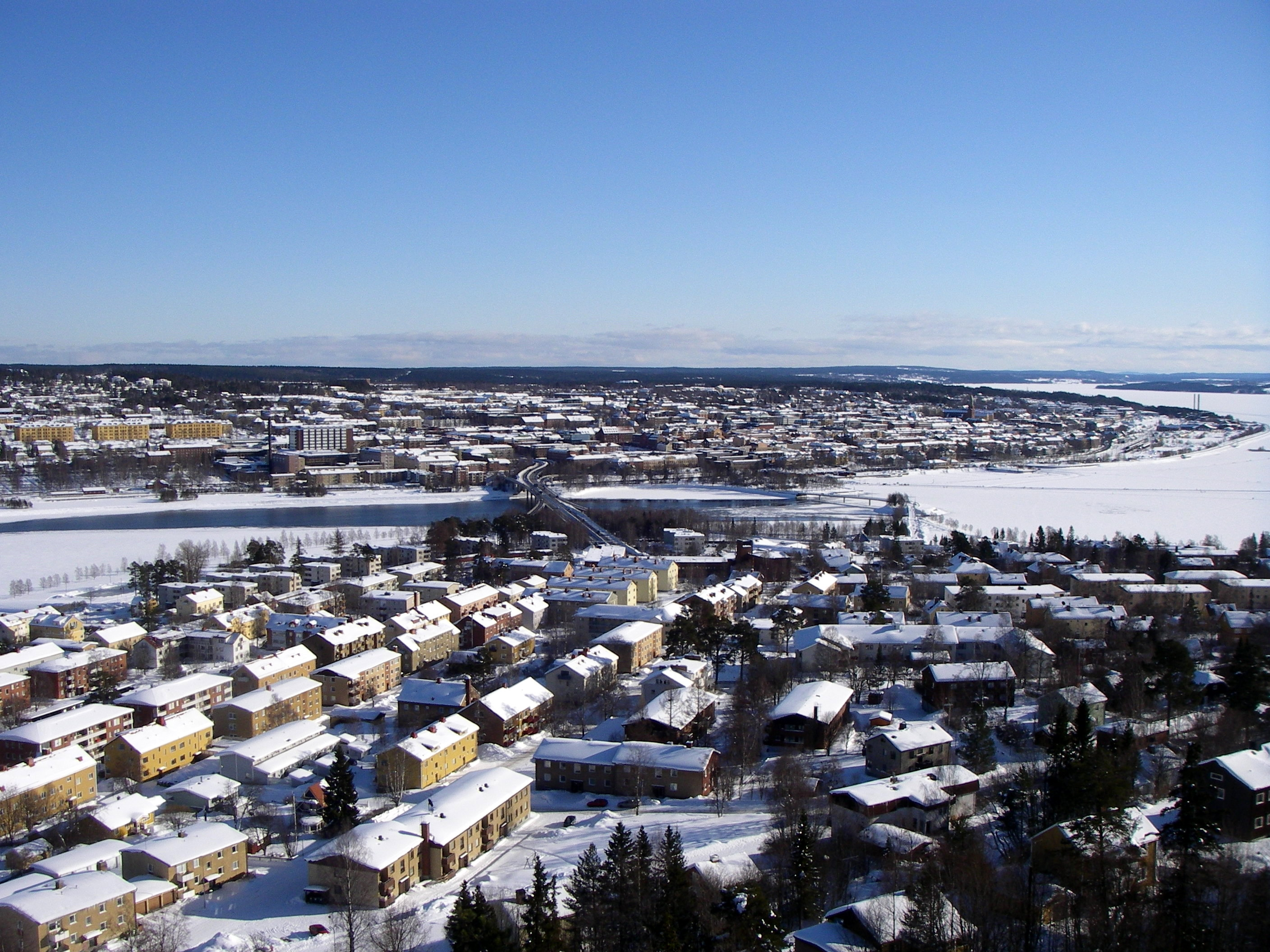
Östersund

- 23 oktober – Östersunds stad, Sverige får stadsprivilegier.[2][3]

### Okänt datum
- Göran Magnus Sprengtporten går i rysk tjänst. Han blir så småningom Katarina II:s rådgivare i finländska frågor och lägger fram ett regeringsförslag för Finland.
- Den svenske finansministern Johan Liljencrantz avgår efter svårigheter att samarbeta med regimen. Han blir istället riksråd.
- Carl Gustaf af Leopold skriver Afhandling om Svenska stafsättet (utgiven 1801), vilken blir normgivande för stavningen av svenska språket.

## Födda

### Första kvartalet

#### Januari
- 24 januari – Walter Forward, amerikansk politiker, USA:s finansminister 1841–1843. (död 1852)

#### Februari
- 11 februari – James Cowles Prichard, brittisk etnolog. (död 1848)
- 19 februari – Samuel Grubbe, svensk filosof och politiker. (död 1853)
- 24 februari – Martin W. Bates, amerikansk politiker, senator 1857–1859. (död 1869)

#### Mars
- 4 mars
  - Agustina de Aragón, spansk nationalhjältinna. (död 1857)
  - Andreas Arfwidsson, svensk konstnär. (död 1831)
- 21 mars – Carl Emanuel Bexell, pionjär inom den svenska nykterhetsrörelsen. (död 1873)

### Andra kvartalet

#### April
- 1 april – Charlotta Ulrika Catharina von Gerdten, svensk målare. (död 1875)
- 4 april – William A. Trimble, amerikansk politiker, senator 1819–1821. (död 1821)
- 6 april – Robert Hanna, amerikansk politiker, senator 1831–1832. (död 1858)
- 18 april – Franz Xaver Schnyder von Wartensee, schweizisk kompositör och skriftställare. (död 1868)

#### Maj
- 8 maj – Jean-Marie Vianney, fransk katolsk församlingspräst, helgon. (död 1859)
- 9 maj – William Slade, amerikansk politiker, kongressledamot 1831–1843, guvernör i Vermont 1844–1846. (död 1859)

#### Juni
- 16 juni – Anne Elizabeth Baker, brittisk filolog. (död 1861)

### Tredje kvartalet

#### Juli
- 25 juli – Wilhelm Gabriel Lagus, finländsk professor i allmän lagerfarenhet. (död 1859)

#### Augusti
- 14 augusti – John Tipton, amerikansk politiker, senator 1832–1839. (död 1839)
- 17 augusti – Davy Crockett, amerikansk militär och politiker. (död 1836)
- 25 augusti – Ludvig I, kung av Bayern. (död 1868)
- 29 augusti – George Welshman Owens, amerikansk demokratisk politiker, kongressledamot 1835–1839. (död 1856)
- 31 augusti – Michel-Eugène Chevreul, fransk kemist. (död 1889)

#### September
- 18 september
  - Kristian VIII, kung av Norge från 17 maj till 10 oktober 1814 och av Danmark 1839–1848. (död 1848)
  - Leonhard Fredrik Rääf, svensk författare och konservativ politiker. (död 1872)
- 20 september – Franz Passow, tysk klassisk filolog och lexikograf. (död 1833)
- 22 september – William Kelly, amerikansk jurist och politiker, senator 1822–1825. (död 1834)
- 26 september – Horace Hayman Wilson, anglo-indisk ämbetsman, universitetslärare, sanskritlärd. (död 1860)

### Fjärde kvartalet

#### Oktober
- 10 oktober – Fabian Wilhelm af Ekenstam, svensk lektor och präst. (död 1868)
- 15 oktober – Hermann Ernst Freund, dansk skulptör. (död 1840)

#### November
- 18 november – Carl Maria von Weber, tysk kompositör. (död 1826)
- 27 november – Josiah J. Evans, amerikansk demokratisk politiker och jurist, senator 1853–1858. (död 1858)

#### December
- 7 december – Maria Walewska, polsk-fransk grevinna, Napoleons älskarinna. (död 1817)

## Avlidna

### Första kvartalet

#### Januari
- 4 januari – Moses Mendelssohn, 56, tysk filosof.
- 8 januari
  - Johan Mandelberg, 55, svensk konstnär.
  - Thure Gustaf Rudbeck, 71, svensk politiker, militär och ämbetsman.
- 19 januari – Carl Aurivillius, 68, svensk språkforskare, översättare och orientalist.
- 26 januari – Hans Joachim von Zieten, 86, preussisk militär.
- 27 januari – Joachim von Düben den yngre, 77, svensk friherre, ämbetsman och politiker samt kanslipresident 23 april–22 augusti 1772.

#### Februari
- 17 februari
  - Jonas Apelblad, 67, svensk reseskildrare och författare av ett svenskt pseudonymlexikon.
  - Carl Urban Hjärne, 82, svensk författare.
- 20 februari – Magdalena Lundblad, 32, svensk ballerina.
- 25 februari – Thomas Wright, 74, engelsk astronom och matematiker.

#### Mars
- 3 mars – Lars Torbiörnsson, 66, svensk bonde och politiker.
- 10 mars – Lars Johan Colling, 72, svensk jurist och professor.
- 11 mars – Jacobus Bellamy, 28, nederländsk poet.
- 18 mars – Gustaf Lundberg, 90, svensk hovintendent och riddare av Vasaorden.

### Andra kvartalet

#### April
- 2 april – Jacob Magnus Sprengtporten, 58, svensk friherre, militär och politiker.
- 3 april – Joen Philip Klingspor, 71, svensk militär.
- 10 april – John Byron, 62, brittisk sjömilitär och upptäcktsresande.
- 18 april – Anders Petter Holm, 39, svensk grosshandlare och skeppsredare.
- 20 april – John Goodricke, 21, brittisk astronom.
- 22 april – August Friedrich Sack, 83, tysk teolog.

#### Maj
- 2 maj – Petronella Johanna de Timmerman, 63, nederländsk poet och fysiker.
- 7 maj – Carl von Fersen, 70, svensk greve och överhovjägmästare.
- 15 maj – Eva Ekeblad, 61, svensk kemist.
- 19 maj
  - Johann Melchior Goeze, 68, tysk teolog.
  - John Stanley, 74, brittisk kompositör.
- 21 maj – Carl Wilhelm Scheele, 43, svensk kemist och apotekare.
- 22 maj – Carl Fredrik Mennander, 73, svensk ärkebiskop sedan 1775.
- 25 maj – Peter III, 68, portugisisk gemålskung.

#### Juni
- 19 juni – Nathanael Greene, 43, amerikansk militär.
- 20 juni – Augustin von Balthasar, 85, tysk historiker och jurist.
- 27 juni – Elisabeth Palm-Schön, 29, svensk konstnär.
- 30 juni – Carl Friedrich Eckleff, 63, svensk poet.

### Tredje kvartalet

#### Juli
- 20 juli – Thomas Robinson, 2:e baron Grantham, 47, brittisk diplomat och politiker.
- 28 juli – Carlo Marchionni, 84, italiensk arkitekt och skulptör.

#### Augusti
- 17 augusti – Fredrik II, 74, kung av Preussen 1740-1786.
- 25 augusti – Sven Hof, 83, svensk språkforskare.
- 26 augusti – Christoph Christian Sturm, 46, tysk teolog och psalmförfattare.
- 27 augusti – Carl Fredrik Scheffer, 71, svensk greve, politiker, diplomat och författare.

#### September
- 17 september – Tokugawa Ieharu, 49, japansk shogun.
- 18 september – Giovanni Battista Guadagnini, 75, italiensk luttillverkare.

### Fjärde kvartalet

#### Oktober
- 4 oktober – Johan Alströmer, 44, svensk industriman.
- 5 oktober – Johann Gottlieb Gleditsch, 72, tysk botaniker.
- 6 oktober – Antonio Sacchini, 56, italiensk kompositör.
- 18 oktober – Alexander Wilson, skotsk astronom.
- 21 oktober – Johan Westin den äldre, 64, svensk politiker.
- 26 oktober – Anders Knape Hansson, 66, svensk köpman och skeppsredare.
- 31 oktober – Amelia, 75, brittisk prinsessa.

#### November
- 29 november – Joachim Michael Geuss, 41, dansk matematiker.

#### December
- 2 december – Abner Nash, 46, amerikansk politiker, guvernör i North Carolina 1780–1781.
- 26 december – Gasparo Gozzi, 73, italiensk greve och författare.

### Fotnoter
1. ↑  Sveriges riksdag 1984/1985
2. ↑  Lennart Sundström (5 november 2013). ”Föreningen Gamla Östersund” (på svenska). Länstidningen Östersund. Arkiverad från originalet den 10 september 2018. https://web.archive.org/web/20180910204138/https://www.ltz.se/artikel/slakt-o-vanner/foreningen-gamla-ostersund-2. Läst 10 september 2018.
3. ↑  Föreningen Gamla Östersund Arkiverad 7 mars 2016 hämtat från the Wayback Machine.